# 安東尼·拉休拉
安東尼·拉休拉（英語：Anthony Laciura，1951年9月27日—）是一名美國歌劇男高音，他的才能以歌劇配角和演員而聞名。他出生在新奧爾良，與Charles Paddock在那裡一起學習歌喉，Paddock也是Ticho Parly的老師。他也在電視劇《酒私風雲》（2010年–2013年）中飾演Eddie Kessler而聞名。

## 生涯
2010年到2013年，他被看中在HBO電視劇《酒私風雲》中演出，由馬田·史高西斯監製。他飾演Eddie Kessler，是史提夫·布斯美飾演努基·湯普森的男管家。

## 外部連結
- 安東尼·拉休拉在互联网电影资料库（IMDb）上的資料（英文）
- YouTube上的Anthony Laciura in an excerpt from Carmen (1987) with Agnes Baltsa, Myra Merritt, etc.: